# Tobyn
Tobyn är en by i Mangskogs socken i Arvika kommun. Från 2015 till 2023 avgränsade SCB här en småort.